# Lóznaia
Lóznaia - Лозная (rus) - és un poble de l'óblast de Bélgorod, a Rússia. El 2010 tenia 822 habitants. Pertany al districte (raion) de Rovenkí.